# Asia Boyd
Asia Symone Boyd (ur. 31 grudnia 1992 w Detroit) – amerykańska koszykarka grająca na pozycjach rzucającej oraz niskiej skrzydłowej.
24 listopada 2016 została zawodniczką Pszczółek Polski-Cukier AZS-UMCS-u Lublin.

## Osiągnięcia
Stan na 31 grudnia 2016, na podstawie, o ile nie zaznaczono inaczej.
NCAA
- Uczestniczka rozgrywek Sweet 16 turnieju NCAA (2012, 2013)
- Zaliczona do All-Big 12 Honorable Mention (2015)

Drużynowe
- Uczestniczka rozgrywek Eurocup (2015/16)